# Утрехтский университет прикладных наук
Утрехтский университет прикладных наук (нидерл. Hogeschool Utrecht, сокр. HU, ранее Hogeschool van Utrecht) — расположен в Утрехте и Амерсфорте, в Нидерландах. Был создан в 1988 году путем слияния нескольких университетов прикладных наук в провинции Утрехт. В университете обучаются около 35 000 студентов, которые изучают журналистику, менеджмент, технологии, педагогику, здравоохранение, социологию.

## Институты и факультеты
С 2017 года университет не работает с факультетами. Их заменили институты как организационные единицы, на базе которых осуществляется обучение. Институтами в настоящее время являются:
- Институт Архимеда
- Институт Theo Thijssen
- Институт жестов, языка и глухонемых исследований
- Семинария ортопедагогики
- Институт коммуникаций
- Институт медиа
- Институт дизайна и инженерии
- Институт наук о жизни и химии
- Институт информационных и коммуникационных технологий
- Институт бизнес-администрирования
- Институт экономики бизнеса
- Институт маркетинга и торговли
- Институт международных бизнес-исследований
- Институт труда и организации
- Институт социальных отношений
- Институт экологической педагогики
- Юридический институт
- Институт безопасности
- Институт изучения движения
- Институт парамедицинских исследований
- Институт сестринского дела
- Институт искусственной среды (упразднен в 2020 г.)

## Кампусы

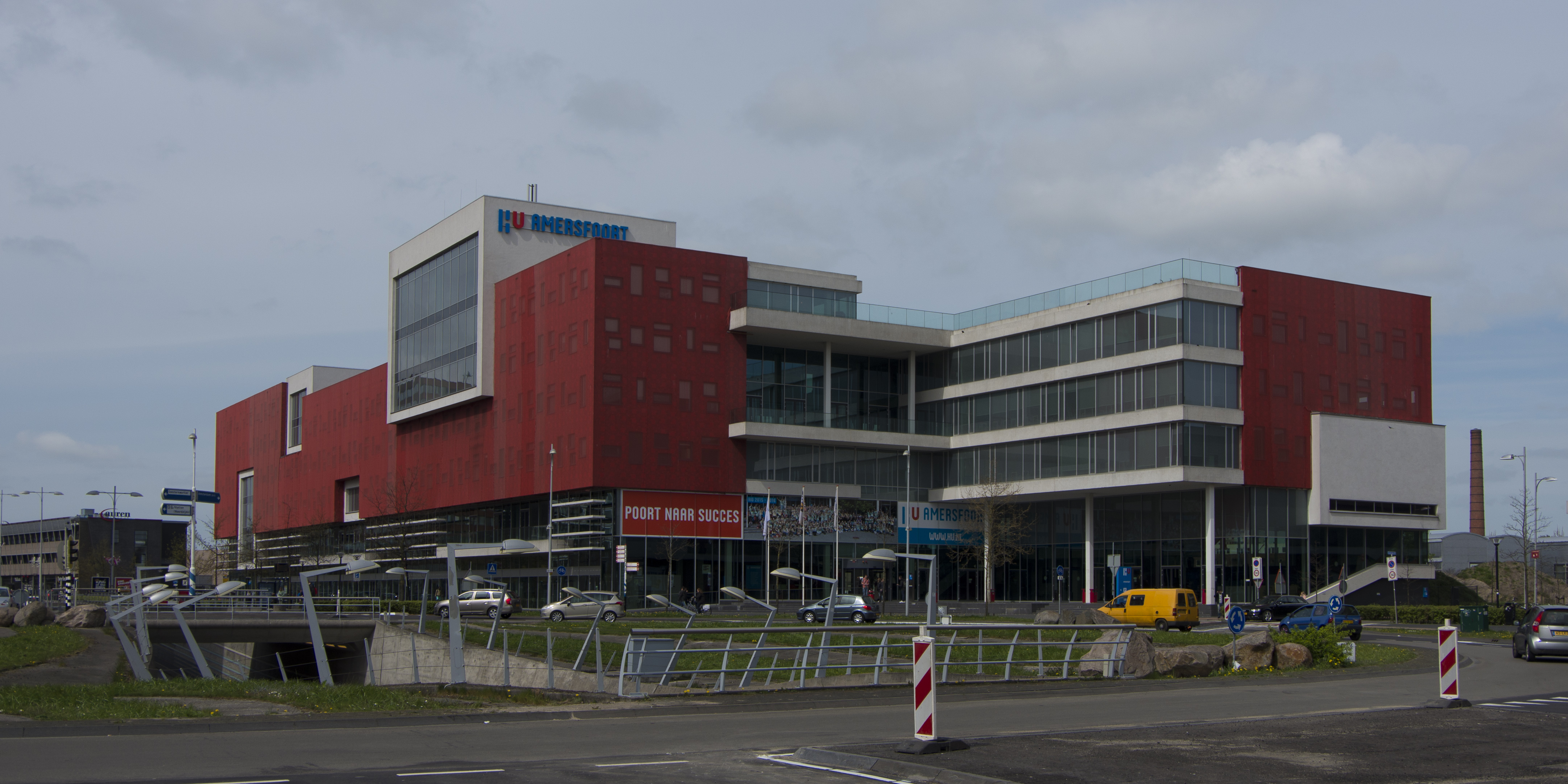
Кампус в Амерсфорте

Утрехтский университет прикладных наук имеет кампусы в Утрехте (в Утрехтском научном парке) и Амерсфорте.